# جی. پی. گیلفورد
جوی پال گیلفورد (انگلیسی: Joy Paul Guilford؛ ۷ مارس ۱۸۹۷ – ۲۶ نوامبر ۱۹۸۷) یک روان‌شناس مشهور اهل ایالات متحده آمریکا بود.
شهرت او به واسطهٔ پژوهش‌های روان‌سنجی در زمینهٔ هوش انسان است.
بر پایه‌ٔ گزارش مجله روان‌شناسی عمومی، او ۲۷مین روان‌شناس قرن بیستم از لحاظ بیشترین استناد در مقالات روان‌شناسی است.